# باتريك فابيانو لوبيز
باتريك فابيانو لوبيز (بالبرتغالية: Patrick Fabionn Lopes‏) (20 أغسطس 1980 بمورياي في البرازيل - 25 أبريل 2016 بساو باولو في البرازيل) هو لاعب كرة قدم برازيلي في مركز الدفاع. لعب مع نادي غواراني ونادي كروزيرو ويو دي ليريا وNacional Esporte Clube Ltda ‏ ونادي إيتوانو ونادي كاشياس دو سول ونادي فورتاليزا وأونياو ساو جواو ‏ ونادي ميراسول ونادي أنابولينا ونادي ساو بينتو الرياضي وNacional Atlético Clube (MG) ‏.

## وصلات خارجية
- باتريك فابيانو لوبيز على موقع قاعدة بيانات كرة القدم.إي يو (الإنجليزية)
- باتريك فابيانو لوبيز على موقع Soccerway.com (الإنجليزية)